# 일사부재의
일사부재의 원칙(一事不再議 原則)은 의회 회기 중에 부결된 안건은 같은 회기 중에 다시 안건으로 올리지 못한다는 원칙이다.
이 원칙은 각 나라의 국회법이나 헌법 등에 반영되어 있다.

## 대한민국
대한민국의 경우 국회법 제92조는 '부결된 안건은 같은 회기중에 다시 발의 또는 제출하지 못한다'라고 하여 일사부재의의 원칙을 규정하고 있다. 일사부재의의 원칙이라 함은 국회에서 일단 부결된 의안은 동일회기중에 다시 발의하거나 심의하지 못한다는 원칙을 말한다. 이 원칙은 특히 소수파에 의한 의사방행(filibuster)배재하려는 데에 그 주된 목적이 있다.
부결된 안건은 같은 회기 중에 다시 발의 또는 제출하지 못한다.— 대한민국 국회법 제6장 2절 92조

지방의회에서 부결된 의안은 같은 회기 중에 다시 발의하거나 제출할 수 없다.— 대한민국 지방자치법 제5장 7절 68조

일사부재의의 원칙
1. 일사부재의원칙의 의의
일사부재의 원칙은 하나의 안건이 의회에서 부결되면 그 회기 중에는 다시 동일안건에 대하여 발의 또는 제출하지 못하는 것을 말한다. 국회법 92조와 지방자치법 68조는 "부결된 안건은 같은 회기 중에 다시 발의 또는 제출하지 못한다"라고 규정하여 명문으로 일사부재의원칙을 천명하고 있다.
2. 일사부재의의 요건
의결이 있을 것
일사부재의의 원칙은 하나의 안건에 대하여 이미 의회의 의결이 있는때에는 그것과 동인한 문제에 대하여는 다시 심의하지 않는 것이다. 즉 의회의 의사결정이 있었다는 것이 그 전제이므로 한번 의제가 된 안건이라도 그것이 철회되어 의결되지 아니한 때에는 다시 제출하여 심의할 수 있다.
부결된 요건일 것
일사부재의의 원칙은 부결된 안건을 재의할 수 없다는 것이다.
동일회기 중 적용
일사부재의 원칙은 동일회기중에 한하여 적용된다.
요건의 내용이 동일할 것
동일요건이라 함은 안건의 종류나 안건명이 같다는 것이 아니고 안건의 내용이 같다는 것을 말한다.[1]

### 논란
대한민국의 제279회 국회에 올라간 미디어 관련법의 통과 과정에서 국회 정족수 부족으로 가결되지 못한 안을 국회 부의장이 재투표를 선언하고 다시 투표한 것이 이 일사부재의의 원칙을 어긴 것으로 해석될 수 있어 논란이 일고 있다.

## 일본
양원 (상·하원)에서 부결된 법률안은 같은 회기 안에 다시 제출할 수 없다.
(일본어: 両議院の一に於て否決したる法律案は同会期中に於て再ひ提出することを得す)— 일본 제국헌법 29조

각 의원은 다른 의원이 제출한 의안과 동일한 의안을 제출할 수 없다.
(일본어: 各議院は、他の議院から送付又は提出された議案と同一の議案を審議することができない。)— 일본 국회법 56조

## 같이 보기
- 일사부재리 원칙